# Dana Fox
Dana Fox (* 18. September 1976 in Brighton) ist eine US-amerikanische Drehbuchautorin und Filmproduzentin.

## Leben und Karriere
Fox studierte an der Stanford University Englisch und Kunstgeschichte und nahm an der USC School of Cinematic Arts, der Filmschule der University of Southern California, am Peter Stark Producing Program teil, um Filmproduzentin zu werden. Nach Eigenaussage interessierte sie sich für die theoretische Sicht auf Dinge und dafür, auf Kunstwerke zu schauen, die andere gemacht haben, nicht dafür, selbst diejenige zu sein, die Kunstwerke macht. Durch eine Hausaufgabe, ein 30-seitiges Drehbuch zu schreiben, entdeckte sie aber, dass sie das Schreiben liebte, und beschloss, Drehbuchautorin zu werden. Dennoch absolvierte sie noch den Abschluss zu Filmproduktion. Sie wurde zunächst Assistentin von Alfred Gough und Miles Millar, als diese Smallville entwickelten. Diese wurden im Mai 2002 von Jessica Bendinger kontaktiert, die als Produzentin für eine Filmidee eine noch unbekannte Drehbuchautorin (einen „baby writer“) suchte. Aus dem Debütdrehbuch von Fox wurde die Komödie Wedding Date, die im Februar 2005 erschien.
Ihr zweites Drehbuch Love Vegas wurde 2006 in einem sechsstelligen Deal von 20th Century Fox gekauft, das schon nach dem ersten Entwurf Cameron Diaz und Ashton Kutcher besetzte. Danach übernahm Fox auch Drehbuchumarbeitungen, etwa für 27 Dresses. 2007 listete Variety sie unter „10 Screenwriters to Watch“. Um die Zeit bildeten sie, Lorene Scafaria (Nick und Norah – Soundtrack einer Nacht) und Diablo Cody (Juno) ein Autorinnenkollektiv namens „Femmepire“ bzw. „Fempire“, zu dem später Elizabeth Meriwether (Freundschaft Plus) stieß. Die Gruppe wurde 2012 beim Athena Film Festival für weibliche Filmemacher ausgezeichnet.
Als Beraterin für Meriwethers Serie New Girl erhielt Fox durch die Executive Producerin Katherine Pope die Gelegenheit zu ihrer eigenen Serie. Inspiriert durch die Dynamik zu ihrem eigenen älteren Bruder schuf sie Ben and Kate, die von 2012 bis 2013 lief. In der zweiten Hälfte der 2010er schrieb Fox in Teams weitere Romantische Komödien wie How to Be Single und dem genre-parodistischen Isn’t It Romantic. Nach einem Treffen der Produzentin Joy Gorman Wettels mit der damals zwölfjährigen Kinderjournalistin Hilde Lysiak, die mit neun Jahren über einen Mord berichtete, schuf Fox 2018 zusammen mit Dara Resnik die Serie Home Before Dark, basierend auf Lysiaks Geschichte, die von Jon M. Chu inszeniert wurde und ab 2020 erschien. In den frühen 2020ern folgten durch Fox Mit- und Umarbeiten an Drehbüchern von Filmen wie Cruella, The Lost City und Wicked.

## Filmografie
Als Drehbuchautorin
- 2005: Wedding Date
- 2008: Love Vegas (What Happens in Vegas)
- 2009: All Inclusive (Couples Retreat, Co-Autorin)
- 2012–2013: Ben and Kate (Fernsehserie, Schöpferin, Drehbuch von 3 Episoden)
- 2016: How to Be Single (Co-Autorin)
- 2019: Isn’t It Romantic (Co-Autorin)
- 2020–2021: Home Before Dark (Fernsehserie, Schöpferin, Drehbuch von 4 Episoden)
- 2021: Cruella (Co-Autorin)
- 2022: The Lost City – Das Geheimnis der verlorenen Stadt (The Lost City, Co-Autorin)
- 2024: Wicked (Co-Autorin)

Als Produzentin
- 2009: All Inclusive (Couples Retreat)
- 2011–2012: New Girl (Fernsehserie)
- 2012–2013: Ben and Kate (Fernsehserie, Executive Producerin)
- 2015: Miss Bodyguard – In High Heels auf der Flucht (Hot Pursuit)
- 2016: How to Be Single
- 2020–2021: Home Before Dark (Fernsehserie, Executive Producerin)
- 2022: The Lost City – Das Geheimnis der verlorenen Stadt (The Lost City, Executive Producerin)